# 韋爾登 (加利福尼亞州)
韋爾登（英語：Weldon）是位於美國加利福尼亞州克恩縣的一個人口普查指定地區。

## 地理
韋爾登的座標為35°39′57″N 118°17′25″W / 35.66583°N 118.29028°W，而該地最高點為海拔高度809米（即2654英尺）。

## 人口
根據2010年美國人口普查的數據，韋爾登的面積為69.394平方千米，當中陸地面積為69.002平方千米，而水域面積為0.392平方千米。當地共有人口264人，而人口密度為每平方千米3人。